# Altars of Madness
Altars of Madness ist das Debütalbum der amerikanischen Death-Metal-Band Morbid Angel.

## Entstehungsgeschichte
Morbid Angel hatten 1986 für Embryonic Goreque Records, das Independent-Label des mit ihnen befreundeten David Vincent, Abominations of Desolation aufgenommen, das ursprünglich als Debütalbum erscheinen sollte. Allerdings war Gitarrist und Haupt-Songwriter Trey Azagthoth über das Ergebnis so verärgert, dass er alle Bandmitglieder bis auf den zweiten Gitarristen Richard Brunelle feuerte und die Veröffentlichung des Albums aussetzte. David Vincent, der das Potential der Band erkannt hatte, lud Azagthoth und Brunelle zu sich nach Charlotte (North Carolina) ein, um Morbid Angel unter seiner Beteiligung und mit dem mit ihm befreundeten Schlagzeuger Wayne Hartzel weiterzuführen. In der Folgezeit spielte die Band unzählige Shows und verfeinerten dabei ihren Stil, der immer härter und schneller und um Blastbeats angereichert wurde. Als die Band 1988 nach Daytona Beach umzog, verschwand Schlagzeuger Wayne Hartzel. Auf der Suche nach einem neuen Schlagzeuger wurde David Vincent auf Pete Sandoval von Terrorizer aufmerksam. Sandoval, der in Los Angeles lebte, verkaufte sein Auto und siedelte nach Florida um.
Die Band war nunmehr verstärkt auf der Suche nach einem Plattenlabel, das ihr Debütalbum herausbringen würde. Den meisten Labels jedoch war die Musik zu extrem, weshalb sie die Band ablehnten. Man empfahl der Band, sie solle langsamer und melodischer spielen und insbesondere ihren Namen ändern. Ein Label schrieb an Vincent:

“After listening to your tape, all we can say is that you do for music what King Herod did for babysitting.”

„Nachdem wir euer Band gehört haben, bleibt uns nur zu sagen, dass ihr für die Musik das bedeutet, was König Herodes fürs Babysitting bedeutete“

Im Sommer 1989 machte Mick Harris von Napalm Death Urlaub in Florida und besuchte auch Morbid Angel und war von ihnen so begeistert, dass er ihre Tapes Digby Pearson von Earache Records vorspielte. Aufgrund der Fürsprache Harris’ nahm Pearson die Band schließlich unter Vertrag.

## Musik und Texte
Die Musik war extrem schnell und komplex. Ungewöhnlich war die Benutzung von 3/4-Takten, weil alle anderen extrem schnellen Bands, insbesondere aus dem Grindcore, 4/4-Takte nutzten. Als Material wurde einige Titel von Abominations of Desolation in nachbearbeiteter Form verwendet (Chapel of Ghouls, Welcome to Hell unter dem neuen Titel Evil Spells, und auf der CD-Veröffentlichung Lord of All Fevers and Plague), die übrigen Stücke schrieb das Duo Azagthoth/Vincent neu. Ein wesentlicher Faktor für die Härte der Musik ist Schlagzeuger Sandoval, der ursprünglich aus dem Grindcore kam und die erforderliche Doublebass-Technik innerhalb von zweieinhalb Monaten erlernen musste. Azagthoth und Brunelle hatten für die markanten Gitarrensoli lediglich die Grundideen ausgearbeitet, für eine detaillierte Komposition fehlte die Zeit. Deshalb lassen die Soli nach Ansicht von Trey Azagthoth manchmal den nötigen Fluss vermissen und er bezeichnete sie rückblickend als atonal und teilweise grauenvoll.
Die Texte wurden überwiegend von David Vincent verfasst und sind von H. P. Lovecrafts Cthulhu-Mythos sowie dem Necronomicon inspiriert. Einige Texte erzählen laut Azagthoth einfach nur eine Geschichte, andere seien als okkultes Ritual zu verstehen.

## Aufnahmen
Die Band entschied sich, das Album im Morrisound-Studio in Tampa aufzunehmen, weil das Studio mittlerweile einen ausgezeichneten Ruf hatte und als das kompetenteste für Death Metal galt. Für Brunelle waren die Aufnahmen die beste Zeit seines Lebens, Pete Sandoval hingegen hatte zuvor noch nie in einem professionellen Studio gearbeitet. Digby Pearson wird zwar in den Credits als Produzent genannt, war es aber eigentlich nicht, denn Morbid Angel produzierte das Album de facto selbst. Allerdings war Pearson während der Aufnahmen stets anwesend und gab Ratschläge, weshalb ihn David Vincent als Executive Producer bezeichnete.

## Covergestaltung
Das Schallplattencover wurde von Dan Seagrave entworfen, einem gerade 18-jährigen Underground-Künstler aus Nottingham, der bereits einige Cover für Earache gestaltet hatte. Es zeigt eine wabernde Erdkugel mit vielen verschiedenen Gesichtern, die Millionen unterschiedliche Persönlichkeiten darstellen sollen. Die Band hatte das Cover zuvor nicht gesehen. Als David Vincent nach England flog, um der Plattenfirma die Masterbänder auszuhändigen, stellte ihm Seagrave mehrere Motive vor, u. a. auch dieses. Vincent sah es und wusste, dass er genau dieses Cover haben wollte.

## Veröffentlichung
Zunächst wurde das Album Ende 1989 in Europa als LP, Picture Disc und MC mit neun Titeln veröffentlicht. Zusätzlich erschien eine auf 2000 Stück limitierte Version in farbigem Vinyl. Wenig später veröffentlichte das Label eine CD, die neben dem Bonustrack Lord of All Fevers & Plague zusätzlich zu den Albumversionen neu abgemischte Fassungen von Maze of Torment, Chapel of Ghouls und Blasphemy enthielt. Die Idee hierzu hatte Digby Pearson, weil er für die damals noch vergleichsweise teuren CDs einen zusätzlichen Kaufanreiz schaffen wollte.
Am 7. Dezember 1990, also rund ein Jahr später, erfolgte die Veröffentlichung in den USA. Der Grund war der Vertrag mit dem amerikanischen Distributor Combat Records, der die Veröffentlichung der Earache-Alben im Paket vorsah. Hierzu wurden die in Frage kommenden Veröffentlichungen eines Dreivierteljahres zu einem Paket zusammengefasst und binnen weiterer drei Monate gepresst und vertrieben. Allein in den USA soll die Erstauflage rund 30.000 Stück betragen haben.
Das Album wurde von Earache mehrfach wiederveröffentlicht. 2002 erschien eine neu gemasterte CD-Version, die als Bonus das Promotion-Video zu Immortal Rites enthielt. 2006 erschien eine Dual-Disc, die auf der CD-Seite das komplette Album und auf der DVD-Seite einen Live-Mitschnitt vom 14. November 1989 enthielt.

## Rezeption
Wolfgang Schäfer vom Rock Hard verglich Altars of Madness in einem zeitgenössischen Review mit Seven Churches von Possessed, wobei Morbid Angel dessen Klasse noch nicht erreicht habe. Zudem sei die in den Texten dargestellte Ideologie, an die die Musiker ernsthaft glaubten, „absolut schwachsinnig“. Rückblickend jedoch, so sein Kollege Holger Stratmann, sei das Album dank des „unnachahmlich schnellen Drummings, der verzerrten, exzellenten Gitarrenriffs, der originellen Kompositionen und des tiefen, rauhen Gesangs […] ein Meilenstein des Death Metal“. Jason Birchmeier von Allmusic schreibt, dass die Band mit dem Album seinerzeit neue Maßstäbe für den extremen Metal gesetzt habe, wenngleich es nach heutigem Verständnis weder in Sound-Qualität noch in Kreativität mit den späteren Veröffentlichungen von Morbid Angel mithalten könne. Das Online-Magazin powermetal.de bezeichnet Altars of Madness als ein Album, „das in jeglicher Hinsicht als epochales Meisterwerk des Genres gehandelt wird und seinen Platz in den todesmetallischen Ruhmeshallen zu Recht sicher hat“. Anlässlich des 30. Jubiläums des Morbid-Angel-Albums Covenant besprach Tom Lubowski vom Metal Hammer alle bisherigen Alben von der Band. Über Altars Of Madness urteilte er, die Band habe mit dem Album „an Genrestandards [gesetzt], was Possessed und Death nicht bereits vorgegeben hatten.“ Lubowski bezeichnete das Werk als „Meilenstein wie aus dem Lehrbuch“ und als das „vielleicht bedeutendste Death Metal-Album, das jemals aus den Untiefen der Hölle emporgestiegen ist.“

## Titelliste
- Immortal Rites (Text: Vincent/Musik: Azagthoth)
- Suffocation (Text: Vincent/Musik: Azagthoth, Vincent)
- Visions from the Dark Side (Text: Vincent/Musik: Azagthoth, Vincent)
- Maze of Torment (Text: Vincent/Musik: Azagthoth)
- Chapel of Ghouls (Text: Azagthoth, Browning/Musik: Azagthoth)
- Bleed for the Devil (Text/Musik: Azagthoth)
- Damnation (Text: Vincent/Musik: Azagthoth, Vincent)
- Blasphemy (Text/Musik: Azagthoth)
- Evil Spells (Text/Musik: Azagthoth)